# Mads Timm
Mads Timm (født 31. oktober 1984 i Odense, Danmark) er en tidligere dansk fodboldspiller.

## Spillerkarriere
Han brugte sine ungdomsår i OB, hvorefter Timm senere tilsluttede sig den engelske klub Manchester United i den engelske Premier League i 2000. Han fik sin debut mod Maccabi Haifa i en Champions League-kamp i oktober 2002. Han var ikke i stand til at sikre sig en plads på førsteholdet i United, og han brugte derfor en del tid på at blive lånt ud til den norske klub Viking FK, hvor han scorede det første mål nogensinde på deres nye Viking Stadion, og i den engelske klub Walsall.
I marts 2005 blev Timm idømt 12 måneder på et ungdomslovovertrædelsesinstitut, efter at hans holdkammerat Callum Flanagans bil ramte en anden bil, i mens ham og Timm var i gang med et kapløb på en offentlig vej. Selvom United fyrede Flanagan efter hændelsen, fik Timm lov til at blive i klubben.
Den 24. maj 2006 udgav Manchester United en erklæring, der sagde at Timm sammen med seks andre spillere var blevet fritstillet af klubben, og den 1. juni 2006 vendte Timm tilbage til sin danske ungdomsklub OB på en treårig kontrakt.. I et interview på den danske tv-kanal TV2 fastslog træneren i OB at Timm behøvede en chance mere.
Mads Timm havde succes i OB, og han blev derefter udtaget til det danske fodboldlandshold. Han formåede dog ikke at beholde sin plads på OB-holdet, og han blev fritstillet af klubben den 15. august 2008 efter en fælles overenskomst.. Den 25. august 2008 meddelte Lyngby Boldklub, at de havde skrevet under på en etårig kontrakt med Timm..
Den 16. August 2009 valgte Mads at stoppe sin karriere på grund af skader og manglende motivation..